# (32869) 1993 FW26
1993 FW26 (asteroide 32869) é um asteroide da cintura principal. Possui uma excentricidade de 0.09515120 e uma inclinação de 9.61894º.
Este asteroide foi descoberto no dia 21 de março de 1993 por UESAC em La Silla.